# Сандер Боскер
Сандер Бернард Йозеф Боскер (на холандски Sander Bernard Jozef Boschker) е нидерландски футболист, роден на 20 октомври 1970 г. в Лихтенворде. Играе на поста вратар.

## Клубна кариера
Боскер подписва първия си професионален договор през 1989 г. с отбора на Твенте. За две години изиграва само един мач за първенство, но след това спечелва титулярното място. През 2003 г. преминава в Аякс, но там не успява да се пребори с конкуренцията на младия Мартен Стекеленбург и след една година се връща в Твенте. През сезон 2009/2010 Боскер е титуляр във всичките 34 мача при спечелването на шампионската титла, допускайки едва 23 гола – на второ място в класацията по този показател.

## Национален отбор
През 2008 г. Боскер попада в разширения състав на Нидерландия за Евро 2008, но в крайна сметка остава четвърти избор за вратарския пост и не пътува за турнира. На 27 май 2010, на 39-годишна възраст, той дебютира за националния отбор в приятелски мач с Гана. Така той подобрява два рекорда, ставайки най-възрастният футболист, играл и най-възрастният футболист, дебютирал за националния отбор. Същата година той е втори вратар в състава на Световно първенство.

## Успехи
Твенте
- Ередивиси
  - Шампион: 2010
  - Вицешампион: 2009
- Купа на Холандия
  - Носител: 2001
- Интертото
  - Шампион: 2006

 Аякс
- Ередивиси
  - Шампион: 2004